# Polish International 1982
Die Polish International 1982 fanden vom 26. bis zum 28. November in der Hala Mera in Warschau statt. Es war die achte Auflage dieser internationalen Meisterschaften von Polen im Badminton. Es nahmen Sportler aus zwölf Ländern teil.

## Finalergebnisse
| Disziplin    | Sieger                             | Finalist                 | Ergebnis         |
| ------------ | ---------------------------------- | ------------------------ | ---------------- |
| Herreneinzel | Michal Malý                        | Karel Lakomý             | 15–5, 15–6       |
| Dameneinzel  | Liselotte Blumer                   | Monika Cassens           | 11–4, 4–11, 11–4 |
| Herrendoppel | Barry Burns Mark Richards          | Michal Malý Karel Lakomý | 15–4, 15–6       |
| Dameneinzel  | Bożena Wojtkowska Ewa Rusznica     | Monika Cassens Ilona Ryk | 8–15, 15–6, 15–8 |
| Mixed        | Erfried Michalowsky Monika Cassens | Thomas Mundt Ilona Ryk   | 15–5, 15–9       |